# Catarina de Castela
Catarina de Castela (Castelhano: Catalina de Castilla; Illescas, 5 de outubro de 1422 - Madrigal de las Altas Torres,17 de setembro de 1424) foi suo jure Princesa das Astúrias e herdeira presuntiva do trono de Castela por toda a sua vida.
Catarina nasceu em 5 de outubro de 1422 em Illescas, Toledo. Ela foi a primeira filha do Rei João II de Castela, e sua primeira esposa, Maria de Aragão. O nome dela, a tia e a avó, a Duquesa de Villena e Catarina de Lencastre, ela imediatamente se tornou herdeira presuntiva do trono de Castela após seu nascimento. A Infanta foi formalmente reconhecida como a sucessor ao trono do reino e empossada como Princesa das Astúrias, em 1 de janeiro de 1423 pelas Cortes de Toledo.
No entanto, a Princesa das Astúrias, não viveu o suficiente para suceder seu pai como Rainha de Castela. Ela morreu em Madrigal de las Altas Torres em 17 de setembro de 1424. Sua irmã, a Infanta Leonor, substituiu-a como herdeira e da Princesa das Astúrias. A princesa Catarina é sepultada na Cartusiana de Miraflores, junto com o pai e a madrasta, Dona Isabel de Portugal.